# 東京インターナショナルスクール
東京インターナショナルスクールは、東京都港区南麻布にあるインターナショナルスクール。国際バカロレア資格 (International Baccalaureate)認定校であり、CIS (Council of International Schools)認定校でもある。

## 概要
国際バカロレア日本大使であり、同校の理事長である坪谷ニュウェル郁子が1994年に自身の子どもたちに最適な教育を施す場として自ら立ち上げたのが同校の発端になる。
国際バカロレアに加え、世界的なインターナショナルスクールの認証機関であるCouncil of International Schools (CIS)から認証を得て運営されている。
現在、世界60ヶ国以上、5歳から16歳までの約370人の生徒が通っており、両親が日本人の子どもの数は他のインターナショナルスクールに比べ少なく、国際色豊かな学校である。
2013年9月より南麻布の現校舎に移転した。

## カリキュラムと認定機関
国際バカロレア（IB）の認定校であり、初等教育プログラム（PYP）のK～G5、中等教育プログラム（MYP）のG6～G10まで継続的なIB教育を実施している。
Council of International Schools (CIS)、EARCOS (East Asia Regional Council of Schools)認定校である。
The Japan Council of International Schools (JCIS)のメンバーでもある。

## 所在地
東京都港区南麻布2-13-6